# Едуард Блох
Едуард Блох (на немски: Eduard Bloch) е австрийски лекар, практикувал в Линц, който до 1907 г. е дългогодишен личен лекар на семейството на Адолф Хитлер. Когато Клара Хитлер умира от рак на гърдата, Блох таксува семейството по-евтино. След Аншлуса през 1938 г. д-р Блох получава специална защита, след лична намеса на Хитлер, за да гарантира безопасността му поради тогава действащия закон срещу евреите. След Кристалната нощ и ескалацията на антисемитизма в Германия, Хитлер разрешава на Блох да емигрира в Съединените щати, където живее до смъртта си през 1945 г. Интервюта с д-р Блох дават информация за детските години на Хитлер.

## Биография
Блох е роден във Фройенберг (днес част от Чехия под името Хлубока над Вълтавоу), учи медицина в Прага и служи като военен лекар в австрийската армия. Командирован в Линц от 1889 до уволнението си през 1901, когато открива частна лекарска практика там. Според тогавашния кмет, Ернст Кореф, на Блох се ползва с голямо уважение, особено сред по-ниските и неплатежоспособни прослойки на обществото. Известно е, че той се отзовавал на повикванията на свои пациенти по всяко време на нощта.

### Семеен лекар на Хитлер
Първият пациент от семейство Хитлер, който д-р Блох лекува, е Адолф. През 1904 г. той се разболява и е прикован на легло от сериозно белодробно заболяване. Поради това напуска училище и остава вкъщи. Обаче по-късно, въз основа на медицинската си документация, Блох твърди, че е лекувал младежа само за леки заболявания – настинка или ангина и че тойне е имал сериозно заболяване, камо ли пък белодробно.
През 1907 майката Клара Хитлер е диагностицирана с рак на гърдата. Тя почива на 21 декември след тежки страдания. Част от лечението е ежедневен прием на йодоформ, зловонно и болезнено корозивно лечение, водено от Блох. Заради окаяното положение на семейство Хитлер, Блох ги таксува по-евтино, понякога дори безплатно. Адолф Хитлер изразява благодарност и почитание като пише пощенска картичка на Блох през 1908 и му опакова ръчно изработени подаръци. Дори през 1937 той разпитва за благополучието на Блох и го нарича „Еделюд“ (благороден евреин). Най-вероятно Блох е изпитвал някакви специални симпатии към семейството, което спомага животът му да бъде спасен.

### Емиграция
През 1940 г. Блох емигрира в Америка и се установява в Ню Йорк, Бронкс. Не може да практикува медицина, тъй като австро-унгарската му диплома не се признава в САЩ. Умира на 73 години през 1945, месец след самия Хитлер, от рак на стомаха.

## Интервюта и мемоари
През 1941 и 1943 г. Блох е интервюиран от Office of Strategic Services (предшественик на ЦРУ) като пряк свидетел на детството на Хитлер. Публикува и свои мемоари за фюрера във вестник Collier's Weekly. В тях разказва, че като малък Адолф е бил с добри маниери и добре облечено спокойно дете. Бил висок и бледен и изглеждал по-голям от възрастта си. Очите му, наследени от майката, били големи, с меланхоличен и замислен поглед. Според Блох най-характерната му черта била любовта към майка му, която била взаимна, но в никакъв случай не и патологична. В спомените му Адолф Хитлер бил „най-тъжният мъж, когото съм виждал“, когато научил за неизбежната смърт на майка си.